# ديفيد أتينبارا
ديفيد آتينبارا (بالإنجليزية: David Attenborough)‏ (حسب نطق الاسم الأصلي) هوَ صانع وثائقيات ومُذيع تلفيزيونيّ وكاتب وبيئي بريطاني من لندن. نشأ ديفيد في إنكلترا وبدأ عمله كمُحرر لكتب الأطفال العلمية، ثم حاولَ لاحقاً الالتحاق بهيئة الإذاعة البريطانية، التي تمكن من العمل عندها كمُنتج أفلام وثائقية. وظلَّ يَترقى بعدها حتى حصل على منصب موجه في قناة بي بي سي تو، وبعدَ ذلك عملَ على عدد من الإنتاجات الوثائقية، حتى أصدر أخيراً في عام 1979 وثائقيَّ الحياة على الأرض الذي افتتح به سلسلة الحياة الشهيرة والتي كانت قفزة نوعية في تاريخ إنتاجاته الوثائقية.
أنتج وقدم ديفيد خلال العُقود التسعة التي عاشها عشرات الوثائقيات المُختلفة، وكانت أبرزها هيَ سلسلة الحياة ذات الأجزاء التسعة، التي بدأها بُثلاثية من ثلاث بَرامج تتحدث بشكل عام عن خواص الحيوانات الأحيائية، ثم أصدر 6 أجزاء أخرى أكثر تخصصاً تتحدث عن مجموعات وبيئات مُحددة للحيوانات خصوصاً الفقاريات. كان آخر إنتاج لديفيد هوَ وثائقيُّ مدغشقر، ويَعمل حالياً على وثائقي جديد عن الاحتباس الحراري بعُنوان الكوكب المُتجمد.

## الحياة المُبكرة والعائلة
نمى ديفيد في غرفة داخلية ضمن حرم جامعة ليستر، فقد كان وَالده «فريدريك آتينبارا» مدير الجَامعة. وكان ديفيد هو الابن الأوسط من بين أبناء فريدريك الثلاثة (والاثنان الآخران هُما ريتشارد آتينبارا - أخوه الأكبر - الذي أصبحَ مُخرج أفلام وجون مايكل آتينبارا - أخوه الأصغر - الذي أصبح مُديراً في نادي ألفا روميو.
قضى ديفيد طفولته في جمعِ الأحافير والحجارة والعينات الأخرى من الطبيعة. وقد تَلقى تشجيعاً على القيام بهذه الأعمال عندما كان في السَّابعة، حيثُ أعجبت بعيناته العالمة الآثارية «جاكويتا هووْكس». وبَعدَ ذلك ببضع سنوات، أعطته وَاحدة من أختيه بالتبني حجر كهرمان مليئاً بأحافير لكائنات صغيرة قبل تاريخية، وبعدَ هذه الحادثة بـ50 عاماً أصبح ذاك الحجر هوَ موضوع وثائقيِّ ديفيد آلة زمن الكهرمان.
تعلم ديفيد في «مدرسة نحو ويغستون للبنين» في ليستر، ثم حاز منحة دراسية لتلقي التعليم في كلية كلير، كامبريدج عام 1945، وهناك درسَ علم الحيوان والجيولوجيا وحصلَ على درجة في العُلوم الطبيعية. وقد أصبحَ ابنه «روبرت آتينبارا» مُحاضراً عالي الشأن في علم الإنسان الحيوي في «مدرسة علمي الآثار والإنسانية» التابعة لجامعة أستراليا الوطنية في كانبرا.

## العمل العلمي والإذاعيّ

### العمل المُبكر في هيئة الإذاعة البريطانية

غلاف برنامج بحث حديقة الحيوان، وهوَ أول إنتاج كبير يُشارك فيه ديفيد آتينبارا.

بعد أن ترك ديفيد البحرية البريطانية أصبح يَعمل في تحرير كُتب الأطفال العلمية لصالح دار نشر. لكن سُرعان ما بدأ يُحس بخيبة الأمل والإحباط من طبيعة عمله، ولذا ففي عام 1950 قدّم طلباً للالتحاق بوَظيفة مُنتج برامج راديوية عند هيئة الإذاعة البريطانية. ومع أن طلبهُ هذا رُفض، فقد لفتت سيرته الذاتية لاحقاً انتباه «ماري آدمز» التي كانت آنذاك رئيسة قسم الإذاعات (الإذاعة الحية) في إدارة تلفاز هيئة الإذاعة البريطانية حديثة الإنشاء. وفي ذلك الوقت كان ديفيد - مثل مُعظم سكان بريطانيا من الطبقة العادية - لا يَمتلك تلفازاً، ولم يَكن قد شاهدَ سوى برنامج تلفزيونيّ وَأحد في حياته قبل ذلك. وبالرغم من ذلك فقد وَافق على عرض ماري بأخذ دورة تدريبية لمُدة 3 أشهر، وفي عام 1952 أصبحَ أخيراً مُوظفاً بدوام كامل عند هيئة الإذاعة. وقد ثُبط في البداية من الظهور على شاشة التلفاز بعد أن رأت ماري أن أسنانه كبيرة جداً، ولذا فقد أصبح مُنتجاً في قسم الإذاعات، والذي كانت جَميع إنتاجاته بَعيدة عن مجال الخيال العلمي. ومن مَشاريعه الأولى في ذلك الوَقت البرامج القصيرة «الحيوان» و«الخضار» و«المعدن؟» و«صائد الأغاني» (وهيَ سلسلة عن الموسيقى الفلكلورية أنتجها آلان لوماكس).
أما دربُ ديفيد مع برامج التاريخ الطبيعي فقد بدأ عندما أنتجَ وقدَّمَ سلسلة من ثلاثة أجزاء بعُنوان «سلوك الحيوانات». وقد عرَضَ البَرنامج - المُصور داخلياً في الاستوديو - حيوانات من حديقة لندن معَ عالم الطبيعة جوليان هوكسيلي وهوَ يُناقش استخدامها للتمويه والإشارات التحذيرية وعُروض المُغازلة خلال التزاوج. وقد التقى ديفيد أثناء هذا البرنامج «جاك ليستر» وهوً وصيّ بيت الزواحف في حديقة لندن، وقرَّرا أن يَصنعا معاً سلسلة من البَرامج عن بعثة لجَمع الحيوانات. وكان ما صَناعه هوَ برنامج «بحث حديقة الحيوان» الذي أذيع للمرة الأولى في عام 1954، وقد قدم ديفيد جزءاً منه لأن جاك كان مريضاً في ذلك الوَقت.
في عام 1957 كانت قد أُسست وحدة التاريخ الطبيعي في هيئة الإذاعة البريطانية في بريستول. ولذا فدُعيَ ديفيد للالتحاق بها، غير أنه رَفض لأنه لم يَشأ ترك عائلته المُتجذرة في لندن والإقامة وحده. وبدلاً من الانضمام إلى وحدة التاريخ الطبيعيِّ قرَّرَ أن يُنشأ قسمه الخاص، وهوَ «وحدة السفر والبعثات» التي أتاحت له إكمالَ عمله على برامج بحث حديقة الحيوان بالإضافة إلى وثائقيات أخرى منها «حكايا مُسافر» وسلسلة «مُغامرات».
في مطلع الستينيات استقال ديفيد من أعماله الدَّائمة معَ هيئة الإذاعة البريطانية لكيْ يُكمل دراساته العُليا في علم الإنسانية في كلية لندن للاقتصاد (واستفادَ لاحقاً من دراسته هذه بتصوير المَزيد من البَرامج العلمية). لكن بالرغم من ذلك، فقد قبل عرضاً من هيئة الإذاعة بعدَ ذلك بفترة للعَودة إليها والعَمل كمُوجه في قناة بي بي سي تو قبل أن يَتمكن من إنهاء دراسته.

### الإدارة في هيئة الإذاعة البريطانية
أصبح ديفيد في شهر آذار/مارس عام 1965 مُوجهاً في قناة بي بي سي تو. ولاحقاً في العام نفسه صوَّرَ فلماً عن الفيلة في تنزانيا، ثم أعدَّ سلسلة من ثلاثة أجزاء عن تاريخ بالي الثقافي. وصور بعد ذلك فلم «فراغ في الخريطة» عام 1971، ولكي يُصورَ هذا الفلم فقد ذهَبَ في أول بعثة غربية تُرسل إلى وادٍ معزولٍ في غينيا الجديدة للبحث عن قبيلة غير مُتصلة بالعالم الخارجيّ.
بالرغم من أن بي بي سي تو أطلقت في عام 1964، فقد ظلَّت تُكافح حتى ذلك الوَقت لجذب اهتمام الناس. لكن عندما أصبح ديفيد مُوجهاً فيها بدأ يُغير من هذا سريعاً. فقد بدأ يُعد حقيبة من البرامج والوثائقيات كجُزء منَ المهمة التي أخذها على عاتقه لجعل إنتاجات بي بي سي تو مُتنوعة ومُختلفة عن إنتاجات القنوات الأخرى. فتضمن جدول بَرامجه الأسبوعيّ كل شيء من المُوسيقى والفنون والتسيلة والكوميديا إلى العلوم والآثار والتاريخ الطبيعي مُروراً بالسفر والدراما والرياضة والأعمال. وقد حصلت بَرامجُ ديفيد هذه على المَزيد من الاهتمام والأفضلية عندما أصبحت البي بي سي تو أول قناة بريطانية تُذاع بالألوان في عام 1967.

### العودة إلى الإذاعة
بعد أن استقال ديفيد من عمله بالدوام الكامل مع هيئة الإذاعة البريطانية في عام 1972 للتفرغ لبرامجه بحُرية، أصبحَ مُذيعاً مُستقلاً وبدأ على الفور بالتجهيز لمَشاريعه الخاصة المُستقبلية. فقد رتب رحلة له إلى إندونيسيا مع طاقم من وَحدة التاريخ الطبيعي في هيئة الإذاعة، وصوَّر خلالها سلسلة «إلى الشرق مع آتينبارا» التي أذيعت في عام 1973، وقد كان أسلوبها مُشابهاً لسلسلة «بحث حديقة الحيوان» القديمة ولو أنها لم تتضمن نُقطة جمع الحيوانات.
وخلال عودته من تلك الرحلة، بدأ بالعمل على نُصوص بَرنامج الحياة على الأرض، الذي سيَكون في المُستقبل أول جزء من سلسلة الحياة الكبيرة. ولكن نظراً إلى مُستوى طموحه ببرنامج الجديد، فقد قررت هيئة الإذاعة البريطانية أن تتعاون مع قناة أمريكية لتأمين التمويل اللازم. وفي الأثناء التي كانت تُجري فيها القناتان التفاوضات معاً عملَ ديفيد على مجموعة أخرى من المَشاريع التلفزيونية، فقد قدَّمَ سلسلتي العين القبلية و«المُستكشفون» في عام 1975، وقدم أيضاً سلسلة أخرى للأطفال عن علم دراسة الحيوانات الخفية بعنوان «حيوانات خُرافية» في العام ذاته. وفي آخر الأمر، وَقعت هيئة الإذاعة البريطانية على اتفاقية تعاون مع قناة إذاعة ترنر الأمريكية للبدأ بإنتاج برنامج الحياة على الأرض في عام 1976.

#### سلسلة الحياة

غلاف وثائقي الحياة في المَناطق المجتمِّدة.

في عام 1979 صدَرَ لديفيد برنامج الحياة على الأرض، وبسبب النجاحِ العالي الذي حَققه هذا البَرنامج فقد بدأت هيئة الإذاعة البريطانية بدراسة المُضي قدماً في العمل على سلسلة من البرامج المُشابهة. وبعد 5 سنوات من ذلك، أذيع برنامج الكوكب الحي للمرة الأولى. وفي هذه المرة جعل ديفيد محوَرَ بَرنامجه مَوضوع علم البيئة وتكيف المخلوقات الحية مع بيئاتها، وقد حقق البرنامج هوَ الآخر نجاحاً كبيراً ومبيعات عالية. وفي عام 1990 صدَرَ آخر برنامج من ثلاثية ديفيد الأصلية عن الحياة، وهوَ تجاربُ الحياة، والذي تناولَ علم سُلوك الحيوان خلال مَراحل حياته المُختلفة. وقد لاقت السلسلة اهتماماً كبيراً في الوَسط الشعبي.
تابعَ ديفيد لاحقاً في أوائل التسعينيات عملهُ على سلسلة الحياة وإنتاج المَزيد من وثائقياتها. فقدم برنامج الحياة في المَناطق المُتجمدة عام 1993، وكانت تلك هيَ أول سلسلة تلفزيونية تتناول تاريخ قارة أنتاركتيكا الطبيعيّ. ومع أن ديفيد بلغَ عند هذه المَرحلة سن التقاعُد، فقد بدأ بالعمل على سلسلة من الإنتاجات الأكثر تخصصاً عن الطبيعة افتتحها بالنبات. ففي عام 1995 أصدر وَثائقيّ حياة النباتات الخاصة، الذي عرَضَ النباتات كمخلوقات ديناميكية باستخدام فن تصوير إسراع الزمن لتسريع مَشاهد نموِّها.

#### مشاريع حالية
بالرُغم من بلوغ صانع الوَثائقيات ديفيد آتينبارا عقده التاسع فلا زال يَعمل على المَزيد من المَشاريع في الوَقت الحاضر لصالح قناتي هيئة الإذاعة البريطانية وسكاي للإذاعة. وفي الفترة الحالية يَكتب ديفيد ويُقدم برنامجاً بعُنوان الكوكب المُتجمد، وهيَ سلسلة كبيرة من هيئة الإذاعة البريطانية يُفترض أن تتناول تأثير الاحتباس الحراري على البشر والحياة البرية في المنطقة القطبية. وقد أنهى العمَلَ حديثاً أيضاً على وثائقيين للبي بي سي تو، والأول منهما هوَ مدغشقر (الذي أذيعَ للمرة الأولى أسبوعياً بين يومي 9 و23 فبراير عام 2011) وتناولَ الحياة البرية الفَريدة في جزيرة مدغشقر الأفريقية، بينما رافقهُ وثائقي بعُنوان «آتينبارا والبيضة العملاقة» (الذي أذيع للمرة الأولى في يَوم 3 مارس) وهوَ يَتحدث عن بيضة طائر فيل كان قد اكتشفها ديفيد في أول بعثة تصوير له إلى مدغشقر في الستينيات.

## جوائز
- جائزة كالينغا لتبسيط العلوم من منظمة اليونسكو (1981) مناصفة مع الأمريكي دينيس فلاناغان.

## روابط خارجية
- ديفيد أتينبارا على موقع IMDb (الإنجليزية)
- ديفيد أتينبارا على موقع الموسوعة البريطانية (الإنجليزية)
- ديفيد أتينبارا على موقع مونزينجر (الألمانية)
- ديفيد أتينبارا على موقع قاعدة بيانات الأفلام العربية
- ديفيد أتينبارا على موقع ألو سيني (الفرنسية)
- ديفيد أتينبارا على موقع ميوزك برينز (الإنجليزية)
- ديفيد أتينبارا على موقع أول موفي (الإنجليزية)
- ديفيد أتينبارا على موقع قاعدة بيانات الأفلام السويدية (السويدية)
- ديفيد أتينبارا على موقع إن إن دي بي (الإنجليزية)
- ديفيد أتينبارا على موقع أول ميوزيك (الإنجليزية)